# Sofinummer
Het sofinummer (afkorting van sociaalfiscaal nummer) was van 1989 tot 7 januari 2014 door de Nederlandse rijksbelastingdienst aan een natuurlijk persoon toegekend identificerend nummer. Het nummer diende tevens als registratienummer voor de verzekerde of uitkeringsgerechtigde voor de uitvoering van wettelijke voorschriften inzake de sociale zekerheid. Het sofinummer was de opvolger van het fiscaal nummer uit 1985 dat enkel voor de automatisering van loonbelasting werd ingevoerd. De invoering van het sofinummer, waar veel debat over privacy aan voorafging, werd geregeld in de Wet persoonsregistratie (Stb. 1988, 655). 

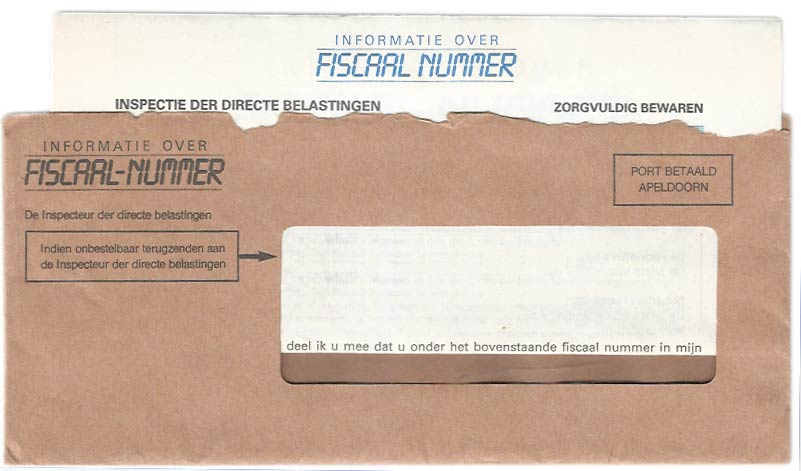
Ontvangstbrief "Fiscaal nummer", voorganger van het Sofinummer, uit 1985.

## Toekenning
Met de invoering van de Wet Basisregistratie personen (Brp), en de Aanpassingswet Brp op 6 januari 2014, worden er geen sofinummers meer toegekend.
Iedereen die zich als ingezetene, of als niet-ingezetene, laat inschrijven in de Brp, krijgt door de minister van Binnenlandse Zaken en Koninkrijksrelaties of de gemeente een burgerservicenummer toegekend.

## Elfproef
Het sofinummer bestaat uit 8 of 9 cijfers en voldoet aan een variant van de zogenaamde elfproef: als het sofinummer wordt voorgesteld als ABCDEFGHI, dan moet:
{\displaystyle 9\times A+8\times B+7\times C+6\times D+5\times E+4\times F+3\times G+2\times H-1\times I}
een veelvoud van 11 zijn.
Om alle Nederlanders een uniek sofinummer of BSN te geven dat ook nog aan deze variant van de elfproef voldoet moet een nummer van 9 cijfers voldoende zijn. Dat zijn nl. 1 miljard / 11 = ca. 90 miljoen nummers.

## Betekenisloos
De Belastingdienst verklaarde dat het sofinummer betekenisloos was. Dat wil zeggen dat uit (de opbouw van) een sofinummer niets viel af te leiden over de houder(s) van dat nummer.

## Schrijfwijze
De notatie zoals de Belastingdienst die gebruikte, was 4-2-3 (####.##.###). Deze notatie was ook in de nummers van aanslagen te vinden.

## Gebruik
Het sofinummer werd al sinds 2006 op het rijbewijs, paspoort en identiteitskaart aangegeven als BSN of persoonsnummer, behalve op reisdocumenten verstrekt aan Nederlanders die niet in (het Europese deel van) Nederland wonen. Vaak wordt gedacht (bijvoorbeeld bij het aanleggen van een database) dat het sofinummer uniek is, dit is niet het geval. Op één sofinummer kunnen ook groepen van personen zijn geregistreerd, bijvoorbeeld zeevarenden.

## Sofinummer vs. burgerservicenummer
Van alle op 26 november 2007 bij de Nederlandse gemeenten ingeschreven personen is het sofinummer qua terminologie en strekking officieel vervangen door het burgerservicenummer (BSN). Sinds die datum wordt door gemeenten bij inschrijving een BSN toegekend. De Belastingdienst neemt dit nummer vervolgens over in zijn eigen administratie, en gebruikt het daar ter vervanging van het sofinummer.
Het belangrijkste verschil tussen sofinummer en BSN is de eigenaar: het sofinummer werd beheerd door het ministerie van Financiën en het burgerservicenummer door het ministerie van Binnenlandse Zaken.

## Trivia
- In 2003 ging de Belastingdienst nogal creatief om met persoonsgegevens. Een sofinummer werd aan 100 tot 500 personen toebedacht met de fictieve naam F. (Frans) Vogelpest. Frans was de voornaam van de Heerlense belastingambtenaar.[2]